# Шастунов, Василий Дмитриевич
Князь Василий Дмитриевич Шастунов — голова и воевода во времена правления Фёдора Ивановича и Бориса Годунова.
Из княжеского рода Шастуновых. Младший сын князя Дмитрия Васильевича Шастунова по прозванию «Кнут». Имел братьев, князей: Ивана Дмитриевича по прозванию «Кнут», Дмитрия и Фёдора Дмитриевичей.

## Биография
Показан в дворянах. В октябре 1590 года приглашён к государеву столу. В 1594 году сидел семнадцатым в Ответной палате при немецком посланнике. В июне 1597 года первый воевода в Путивле.
В 1598 году пятый голова «у огней» в государевом стане в походе из Москвы в Серпухов по «крымским вестям». В 1601 году первый объезчик в Москве от Никитской до Неглинной улиц. В 1602 году воевода в Яранске.
По родословной росписи показан бездетным.